# László Szabó (luchador)
László Szabó (21 de junio de 1991) es un deportista húngaro que compite en lucha grecorromana. Ganó de una medalla de bronce en el Campeonato Mundial de Lucha de 2016 y una medalla de bronce en el Campeonato Europeo de Lucha de 2016.

## Palmarés internacional
| Campeonato Mundial | Campeonato Mundial | Campeonato Mundial | Campeonato Mundial |
| Año                | Lugar              | Medalla            | Categoría          |
| ------------------ | ------------------ | ------------------ | ------------------ |
| 2016               | Budapest (Hungría) | Medalla de bronce  | 80 kg              |
| Campeonato Europeo |                    |                    |                    |
| Año                | Lugar              | Medalla            | Categoría          |
| 2016               | Riga (Letonia)     | Medalla de bronce  | 75 kg              |